# 巴尔瓦特
巴尔瓦特（西班牙語：Barbate）是西班牙安达卢西亚自治区加的斯省的一个市镇。总面积143.4平方公里，总人口22548人（2017年）。

## 人口
| 巴尔瓦特历史人口变化 |
|                      |
| 来源：INE            |

## 友好城市
- 摩洛哥 拉臘什[2]

## 图集

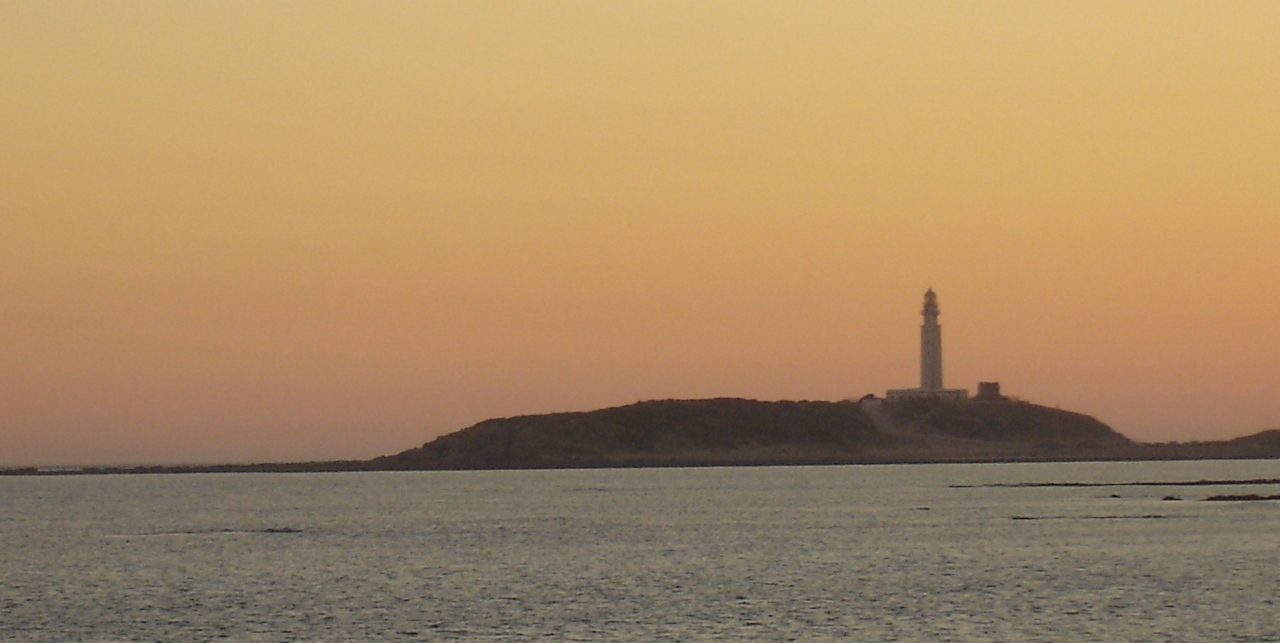
特拉法加角
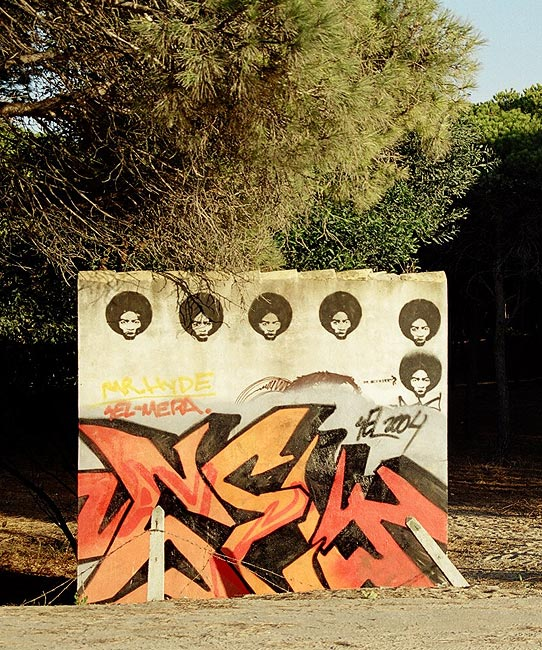
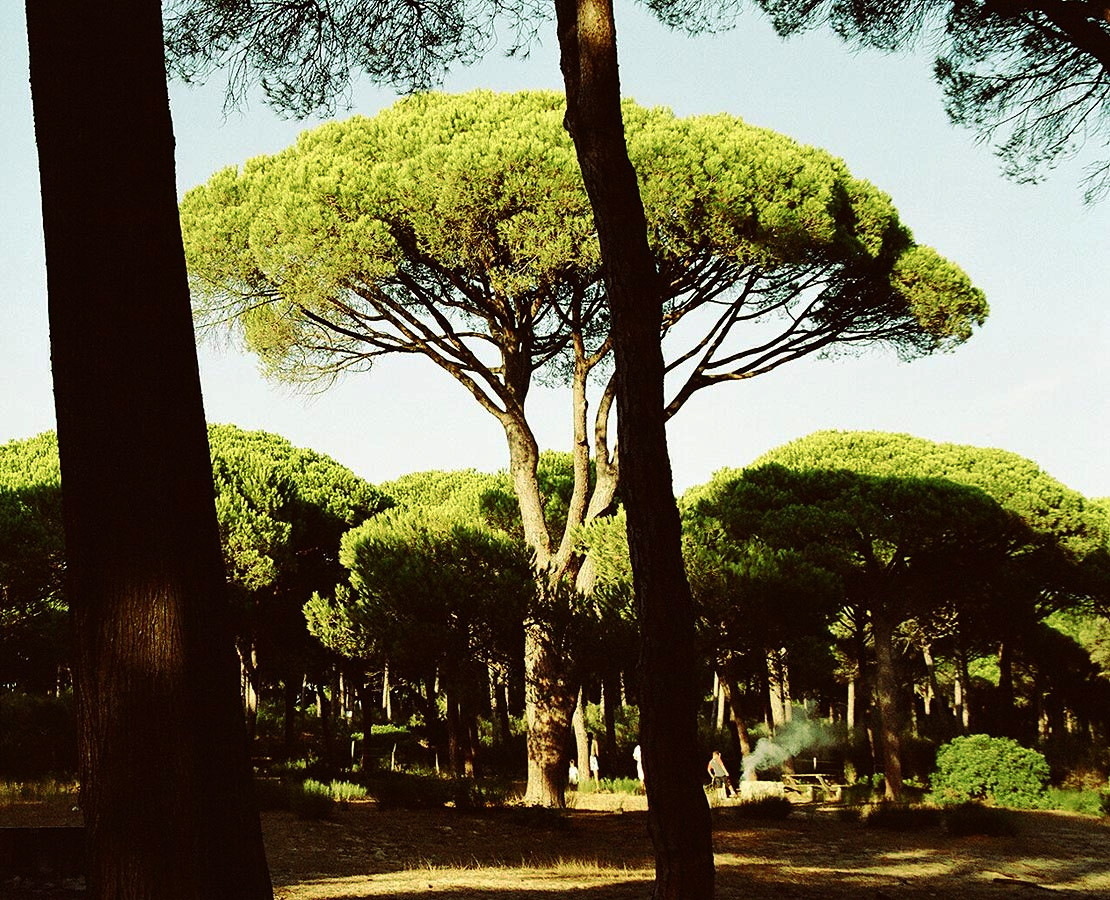
La Breña
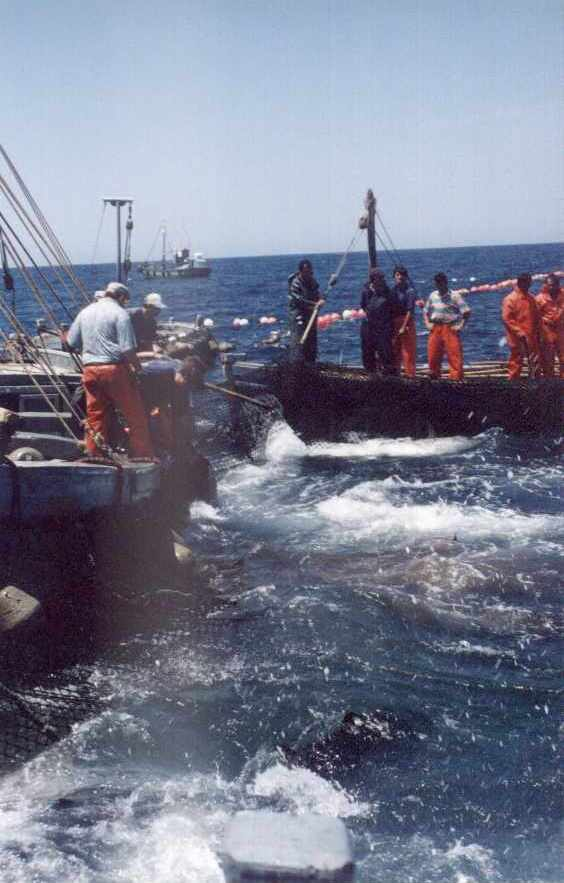